# Passeport afghan
Le passeport afghan est un document de voyage international délivré aux ressortissants afghans, et qui peut aussi servir de preuve de la citoyenneté afghane.

## Liste des pays sans visa ou visa à l'arrivée
| Pays                        | Conditions d'accès | Commentaires     |
| --------------------------- | ------------------ | ---------------- |
| Burundi                     | 30 jours           | Visa à l'arrivée |
| Cambodge                    | 30 jours           | Visa à l'arrivée |
| Cap-Vert                    |                    | Visa à l'arrivée |
| Comores                     | 45 jours           | Visa à l'arrivée |
| Djibouti                    | 90 jours           | Visa à l'arrivée |
| Dominique                   | 21 jours           | Pas de visa      |
| Guinée-Bissau               | 90 jours           | Visa à l'arrivée |
| Haïti                       | 90 jours           | Pas de visa      |
| Macao                       | 30 jours           | Visa à l'arrivée |
| Madagascar                  | 90 jours           | Visa à l'arrivée |
| Maldives                    | 30 jours           | Visa à l'arrivée |
| États fédérés de Micronésie | 30 jours           | Pas de visa      |
| Mozambique                  | 30 jours           | Visa à l'arrivée |
| Palaos                      | 30 jours           | Visa à l'arrivée |
| Rwanda                      | 30 jours           | Visa à l'arrivée |
| Samoa                       | 90 jours           | Visa à l'arrivée |
| Sri Lanka                   | 30 jours           | Visa à l'arrivée |
| Timor oriental              | 30 jours           | Visa à l'arrivée |
| Tuvalu                      | 30 jours           | Visa à l'arrivée |